# Dolmen de Viera
El dolmen de Viera és un dolmen situat en la localitat malaguenya d'Antequera, a 70 metres del dolmen de Menga i a 4 quilòmetres del dolmen d'El Romeral, en un conjunt megalític de gran importància a nivell mundial.

## Descripció
El dolmen de Viera està format per un llarg corredor segmentat en dos trams, al final del qual, s'hi disposa una cambra de planta quadrangular a la qual s'accedeix mitjançant una porta perforada quadrangular en la primera llosa. La construcció està edificada, com el dolmen de Menga, amb tècnica ortostàtica. Té un recorregut interior de més de 21 metres i una amplada que va dels 1,3 a l'entrada fins als 1,6 metres de la cambra. Els laterals estan formats per 14 (costat esquerre) i 15 ortòstats (costat dret), i es pensa que cadascú n'estava format per 16; la capçalera només té una llosa. De la coberta, es conserven 5 lloses íntegres i fragments de dues més, i es pressuposa que n'hi havia 3 o 4 més. L'alçària és d'uns 2 metres.
Com els altres dos monuments megalítics propers, està cobert per un túmul i en una orientació que forma una línia recta amb la peña de los Enamorados, una singular muntanya propera que té forma de rostre humà. El túmul fa uns 50 metres de diàmetre.

## Història
Als voltants del dolmen, s'han identificat assentaments dels períodes Neolític i de l'edat del coure (períodes d'apogeu del megalitisme), d'entre 5000 i 2200 anys abans de l'era actual. Es desconeixen els detalls sobre qui, quan, com i per què el van construir.
Al segle xix es redescobreix el conjunt megalític. El 1847, Rafael Mitjana va publicar Memoria sobre el templo druida hallado en las cercanías de la ciudad de Antequera. A partir d'aquesta publicació se succeeixen les investigacions. Entre 1903 i 1905, els germans Antonio i José Viera descobreixen el dolmen, que acabaria portant el seu cognom. El 12 de juliol de 1923, la cueva Chica o de los Hermanos Viera es va declarar Monument Nacional mitjançant reial decret.
En l'actualitat, el dolmen de Viera es pot visitar de manera gratuïta de dimarts a diumenge en horari diürn, o de manera virtual en qualsevol moment.

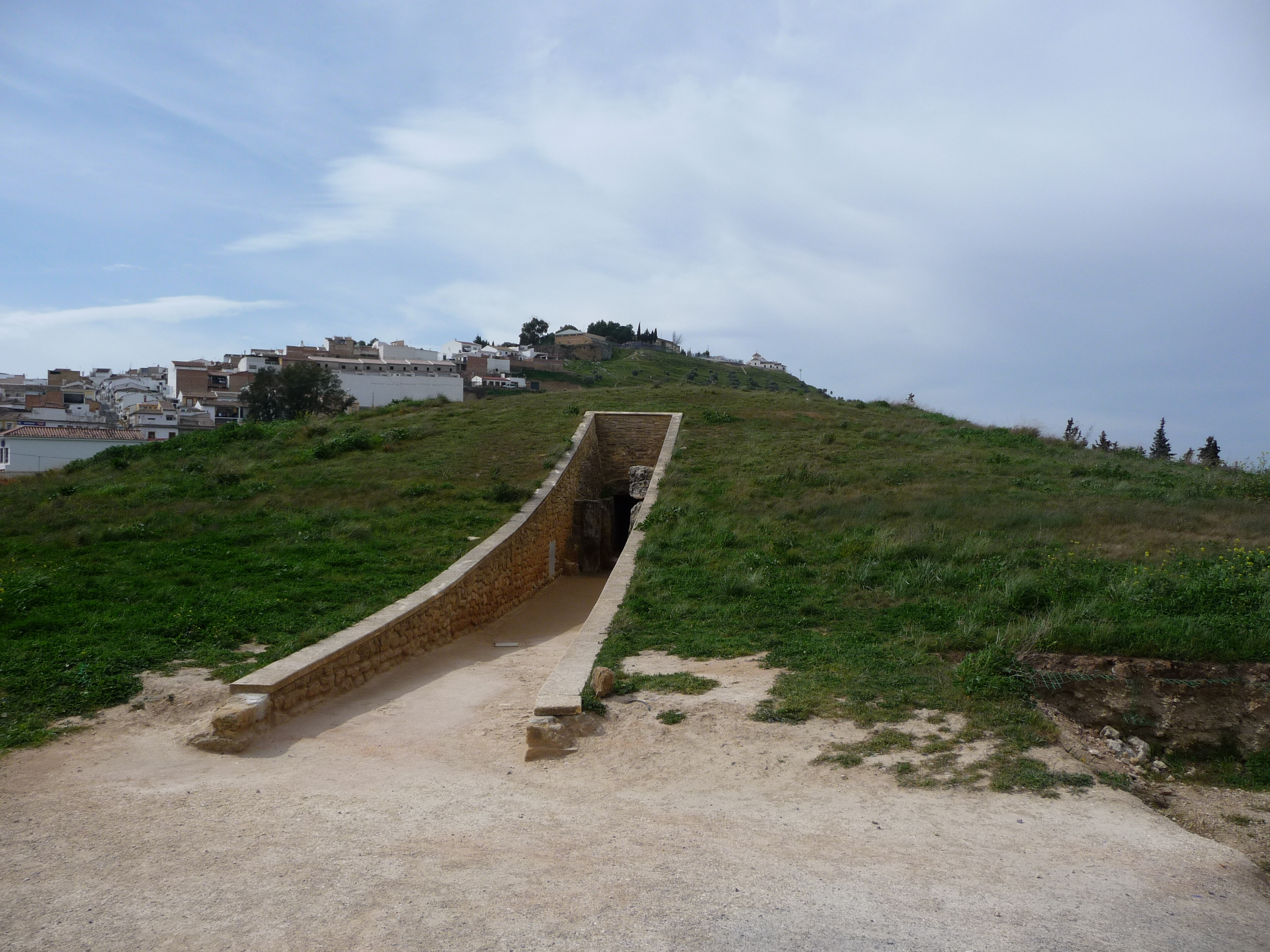
Entrada (al fons, Antequera)
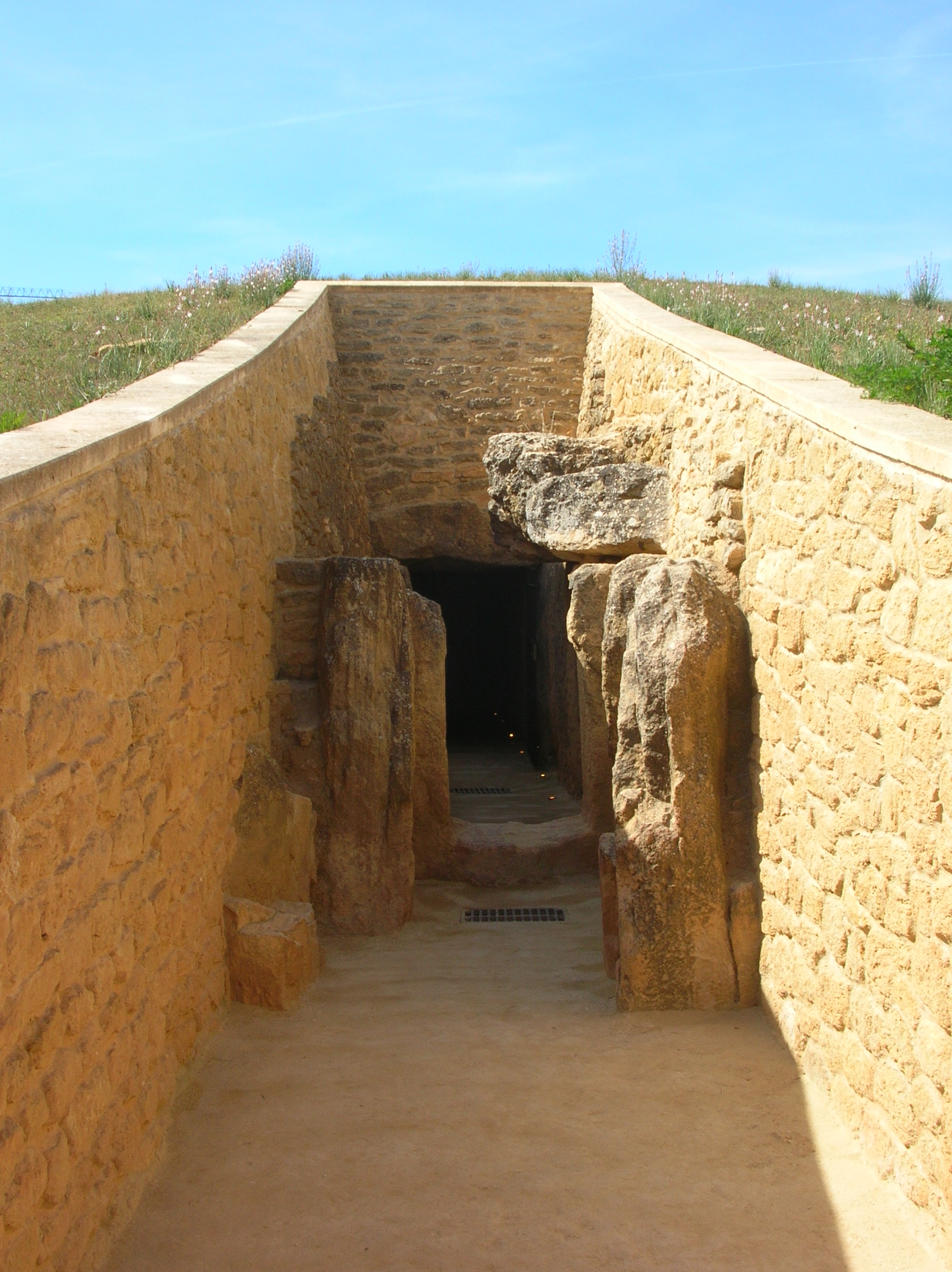
Vista frontal de l'entrada
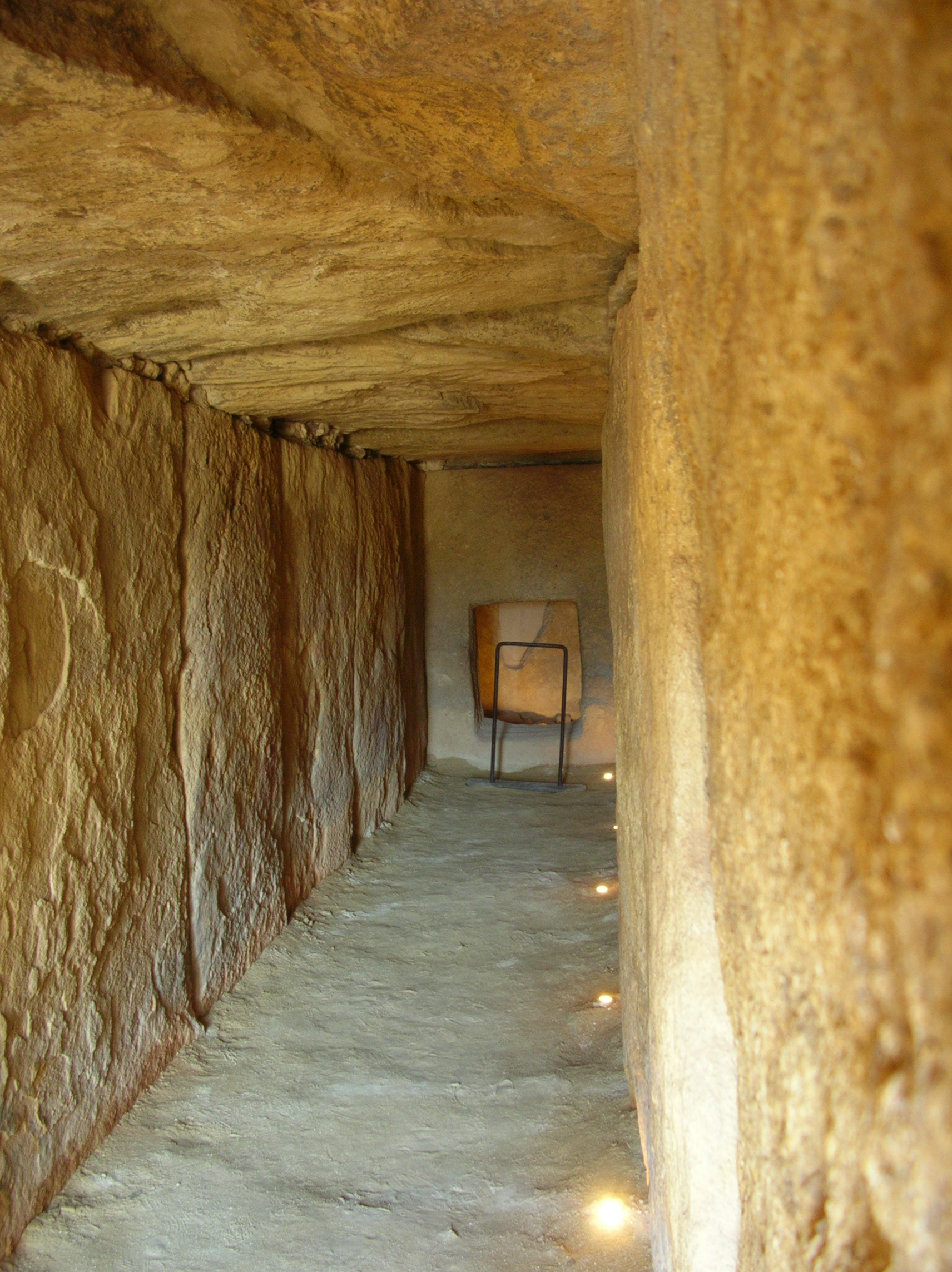
Interior